# Geany
Geany je svobodný a otevřený lehký multiplatformní textový editor obsahující základní vývojové prostředí. Záměrem vývojářů je poskytnout malé a hlavně rychlé IDE, které bude mít pouze pár závislostí na jiných balíčcích. Díky využití knihoven GTK2 je k dispozici pro celou řadu operačních systémů jako např. Windows, Linux, Mac OS X, BSD a Solaris. 

## Základní funkce
- Zvýrazňování syntaxe
- Sbalování zdrojového kódu
- Našeptávač: Automatické dokončování symbolů a klíčových slov
- Construct completion/snippets
- Automatické doplňování uzavíracích XML a HTML značek
- Seznam symbolů
- Podpora více dokumentů
- Správa projektů
- Kompilace přímo v editoru (v HTML kontrola validity)
- Poznámky
- Podpora pluginů

Mezi podporované programovací jazyky a značkovací jazyky patří C, Java, JavaScript, PHP, HTML, XML, CSS, Python, Perl, Ruby, Pascal, Haskell, LaTeX a mnoho dalších.

## Licence
Zdrojové kódy Geany jsou šířeny pod GNU GPL verze 2 a vyšší.